# Alue Gadeng Dua
Alue Gadeng Dua is een bestuurslaag in het regentschap Aceh Timur van de provincie Atjeh, Indonesië. Alue Gadeng Dua telt 502 inwoners (volkstelling 2010).